# Громадська дума (заказник)
Громадська дума  — Ботанічний заказник місцевого значення.  Площа заказника 72,4 га. Як об’єкт ПЗФ
створений 26.05.2004. Розташований на північному заході від с. Хоминці, частково в лісовому фонді ДП «Роменський агролісгоп». 

## Опис
Добре збережені лучні та лісові ценози в долині р. Локня, притоки Сули, що є місцем зростання рідкісних рослин, занесених до Червоної книги України (рябчик малий,  пальчатокорінник м’ясочервоний , сон чорніючий, косарики тонкі, зозулинець болотний), обласного Червоного списку (косарики черепитчасті, анемона лісова, льон багаторічний та інші).